# Zamora (Miranda)
Zamora é um município da Venezuela localizado no estado de Miranda.
A capital do município é a cidade de Guatire.